# L'Œil de la Bête (film)
Série Maneater
L'Attaque du crocodile géant
(4 novembre 2007) Les Griffes de la forêt
(7 juin 2007)
Pour plus de détails, voir Fiche technique et Distribution.
L'Œil de la Bête (Eye of the Beast) est un thriller animalier canadien réalisé par Gary Yates, écrit par Mark Mullin, produit par Phyllis Laing et diffusé le 8 décembre 2007 sur Sci-Fi Channel et est sorti en direct-to-video en France le 17 février 2009. Il s'agit du sixième film de la collection Maneater series de la chaine de télé Syfy.
Le film raconte l'histoire d'un kraken qui a dévoré plusieurs pêcheurs comme le père de Kate, interprété par Alexandra Castillo (en), et qui sera neutralisé par le docteur Dan (James Van Der Beek), un océanographe de la NORA,.

## Synopsis
Sur la paisible petite île de Fells au large de la Nouvelle-Écosse (Canada), les pêcheurs vendent aux touristes le t-shirt officiel de leur île, le logo d’un kraken accompagné de son slogan : « I Survive Fells Island » (litt. « j'ai survécu à l'île de Fells »). Le dessin représente un bateau tenu par un céphalopode géant prêt à l'avaler. Les pêcheurs ne croient pas à cette histoire, mais ils racontent aux touristes leurs histoires de leur rencontre avec "le monstre du lac" de quarante mètres de longueur venu de la mer.
L'île est essentiellement habitée de pêcheurs pour qui la pêche est un moyen de subsistance. Mais depuis quelques années, le kraken mange tous les poissons du grand lac occasionnant la disparition du poisson dans ses eaux et donc un déclin pour la pêche commerciale. 
Un conflit éclate dans la population locale : les locaux contre les Indiens rednecks qui ne croient qu’en leur bouteille d’alcool "eau de feu". Les uns et les autres s’accusant de voler le poisson, Kate (Katrina) Tomas (Alexandra Castillo (en)), officier de police qui a du sang indien, surnommée Pocahontas, se retrouve coincée entre ces deux clans qui ne croient pas à la légende alors qu’elle, a vu son père se faire engloutir par un kraken pendant qu’ils pêchaient.
Les autorités maritimes de l'île, aspirant à protéger la vie de leur concitoyens font appel à la NORA, (centre national de recherche océanographique) qui leur envoie un océanographe, le docteur Dan Leland (James Van Der Beek), pour élucider la cause de l'effondrement de la faune aquatique. La population est hostile aux scientifiques de la NORA et accuse les pêcheurs d'être responsables de la chute du nombre de poissons. 
En pleine nuit, Robbie et sa petite amie Krissy, la sœur de Will vont passer du bon temps sur le lac quand le kraken les happe avec ses tentacules. Le lendemain, Jim Connor, un touriste, est happé à son tour par le kraken sur la côte est de l'île.
Gunnar et Dan montent à bord du Wuskachaan (Le Freyar) et retrouvent le bateau détruit de Joe MacGregor, le père de Robbie. Il est secouru mais à peine a-t-il eu le temps de raconter l'attaque du monstre qu'il décède d'hypothermie. Une jambe de sa petite amie, Krissy sera retrouvée le lendemain.
Dan récupère des morceaux du bateau et y voit des traces de tentacules. Dan est convaincu qu'un kraken est la cause des malheurs des pêcheurs locaux. 
Kate et Dan retrouvent le corps sans tête de Jim Connor. Cette série de morts étranges et violentes oblige Kate à fermer la pêcherie contre l’avis des pêcheurs qui se retrouvent au chômage. 
Dan essaie d'alerter ses supérieurs, mais sceptiques, les hautes instances scientifiques ne le croient pas et font la sourde-oreille aux théories du kraken. Et c'est mieux comme ça, sinon elles mettraient la région en quarantaine et fermeraient la pêcherie très longtemps, le temps d'étudier le kraken. 
À l'embarcadère, Gunnar Thorson et sa femme Jen sont attaqués par le kraken. Gunnar lui tranche un tentacule à ventouses et la ramène à Dan. 
Réunissant les marins locaux et indiens, Kate et Dan prennent deux bateaux de pêche pour capturer le kraken et aunsi mettre un terme aux attaques. Pendant la chasse, le kraken happe les indiens ainsi que Spider et Jordy. 
Dan relie un harpon à un câble électrique branché au générateur du moteur du bateau. Kate lance le harpon dans l’œil de la bête. Gunnar branche l'électricité, tuant le kraken qui meurt électrocuté et sombre dans l'eau.

## Fiche technique
- Titre original : Eye of the Beast
- Titre français : L'Œil de la Bête
- Réalisation : Gary Yates
- Scénario : Mark Mullin
- Photographie : Michael Marshall
- Musique : Jonathan Goldsmith (en)
- Montage : Jeff Warren
- Producteur : Phyllis Laing
- Société de production : Peace Arch Entertainment (en) Group
- Société de distribution : EuroVideo, Panorama Distributions, Paramount Home Entertainment, RHI Entertainment
- Genre : Slasher paranormal post-serial killer
- Format : Couleurs - 4/3 1.77 - 35 mm - son Dolby 2.0[7]
- Pays d'origine :  Canada
- Langue : Anglais
- Budget : 2 000 000 $CA
- Durée : 90 minutes (1h30min)
- Dates de sortie : 
  -  États-Unis Eye of the Beast : 8 décembre 2007
  -  Grèce Sta plokamia tou thanatou / To mati tou ktinous  : 18 mars 2008  (DVD première)
  -  Allemagne Eye of the Beast - Das Auge der Bestie : 11 décembre 2008  (DVD première)
  -  France L'œil de la bête  : 17 février 2009  (DVD)
  -  Italie Tentacoli di paura : 26 juillet 2009
  -  Hongrie A fenevad árnyékában : 11 septembre 2010
- interdit aux moins de 12 ans

## Distribution
- James Van Der Beek : Dr Dan Leland, océanographe de la NORA
- Alexandra Castillo (en) : Katrina « Kate » Tomas, capitaine officier de police
- Arne MacPherson : Gunnar Thorson, meilleur pêcheur de l'île
- Kelly Wolfman : Jen Thorson, la femme de Gunnar
- Ryan Rajendra Black : Will Neepanak, indien et cousin de Kate
- Larissa Tobacco : Krissy Neepenak, indienne et sœur de Will
- Brian Edward Roach : Robbie MacGregor, victime du kraken
- Kyra Harper : Mère Tomas, infirmière à la retraite
- Ryland Thiessen : James « Jim » Connor
- Rick Skene : M. Connor
- Sharon Bajer : Mme Connor
- Brooke Palsson (en) : Larissa Connor, fille des Connor
- Blake Taylor : Old Salt
- Erik Fjeldsted : Jordy, copain de Gunnar
- Stephen Eric McIntyre : Spider, copain de Gunnar
- Gabriel Daniels : Ryan, copain de Gunnar
- Akulu Meekis : Jack, copain de Gunnar
- Alicia Johnston : Candace
- Daina Leitold : Lucy
- Tom Anniko : Dr Gorman, NORA
- Adriana O'Neil : Dr Donna Perch, NORA

## Critique et réception
La review aggregator Rotten Tomatoes rapporte le résultat des 460 critiques interrogés ont donné au film une critique négative; la note moyenne est de 2,4 / 10. 
Le film est un 10e remake de film de kraken adapté du roman Vingt mille lieues sous les mers de Jules Verne. 

## Lieux du Tournage
Le film a été tourné à Gimli, Selkirk et Winnipeg (Manitoba, Canada)

## DVD
En France, le film est sorti en DVD chez Aventi le 17 février 2009. Le ratio est en 1.77 panoramique 4/3. L'audio est en français 2.0. (ASIN B001S9HR3K)